# Astragalus kaschkadarjensis
Astragalus kaschkadarjensis är en ärtväxtart som beskrevs av Nikolai Fedorovich Gontscharow. Astragalus kaschkadarjensis ingår i släktet vedlar, och familjen ärtväxter. Inga underarter finns listade i Catalogue of Life.